# Volkswagen L80
 (mai 2018).
Si vous disposez d'ouvrages ou d'articles de référence ou si vous connaissez des sites web de qualité traitant du thème abordé ici, merci de compléter l'article en donnant les références utiles à sa vérifiabilité et en les liant à la section « Notes et références ».
En 1994, Volkswagen véhicule utilitaire en Europe et Volkswagen of Brasil ont lancé le camion léger L80 développé conjointement pour le marché européen.
Le L80 est entré dans une seule spécification avec un moteur diesel 4 cylindres 4,3 litres MWM produisant 103 kW (138 ch) à 2 600 tr/min avec un couple de 430 N m à 1 600 à 2 000 tr/min. Il a satisfait aux essais européens d'échappement et d'émissions de la norme 91/542 / CEE à EG / 70/157.
Le châssis du L80 a fait l'objet de nombreux essais sur les routes sud-américaines et avait un poids total en charge de 7 490 kg et une capacité de chargement de 3 270 kg.  Les pneus avaient une dimension de 215/75 × 17,5 qui respectait les normes allemandes de l'époque.

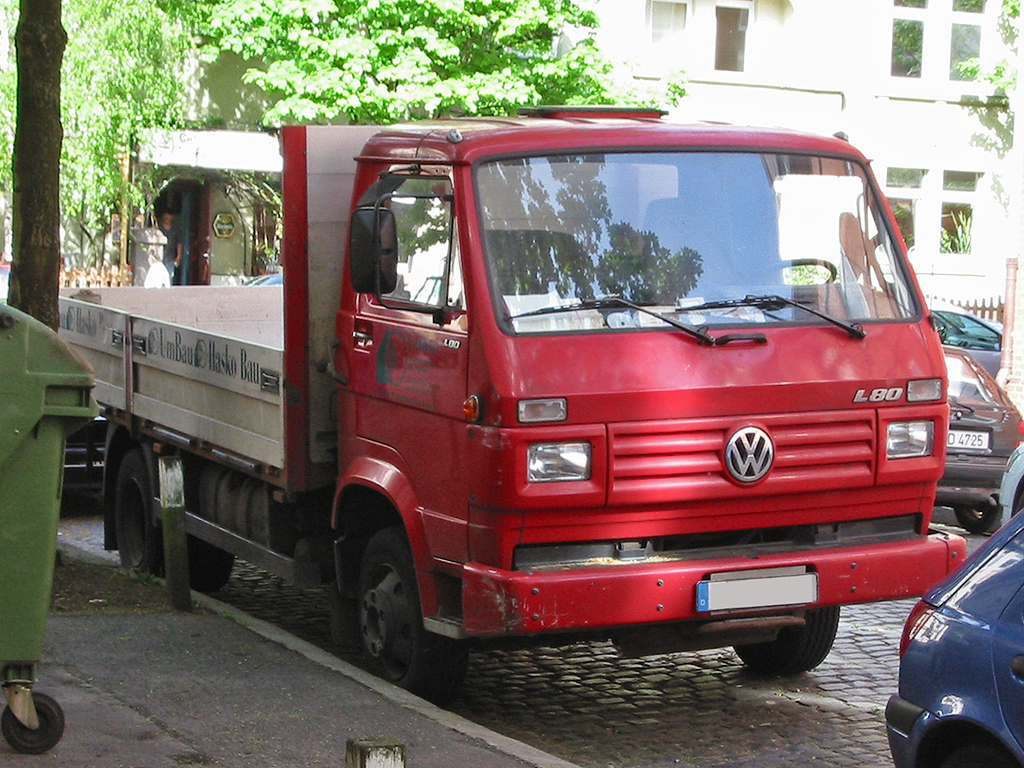
Volkswagen L80

La cabine a été empruntée à la série Volkswagen LT ; un pare-chocs avant et des phares différents, il a donné au L80 une apparence différente.
Le L80 a été retiré de la vente en Europe en 2000 en raison de la réglementation européenne stricte sur les émissions.
| modèle | marque/capacité du moteur | puissance | transmission        |
| ------ | ------------------------- | --------- | ------------------- |
| L80    | MWM 4.3l (Turbo diesel)   | 103 kW    | manuelle 5 rapports |